# Jardí Botànic de València
El Jardí Botànic de la Universitat de València és un jardí botànic ubicat al barri d'El Botànic de la ciutat de València. Aquest jardí depèn administrativament de la Universitat de València.
El codi de reconeixement internacional com a institució botànica en el Botanical Gardens Conservation International /BGCI), així com les sigles del seu herbari, és VAL.

## Història

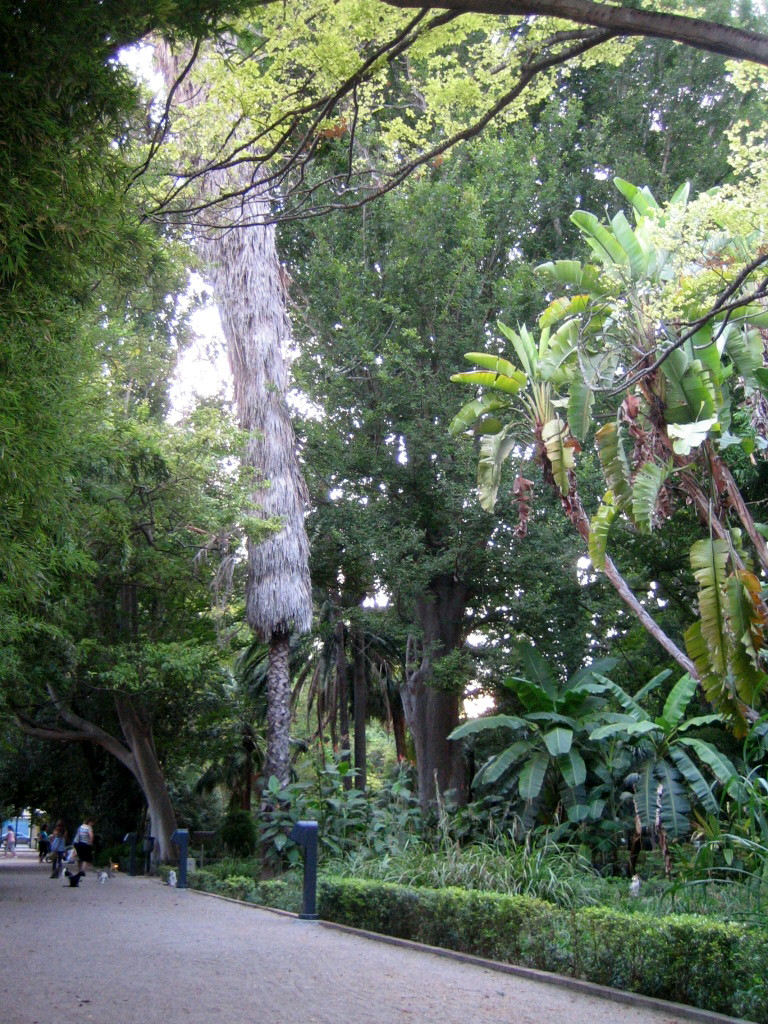
Passeig al Jardí Botànic de València

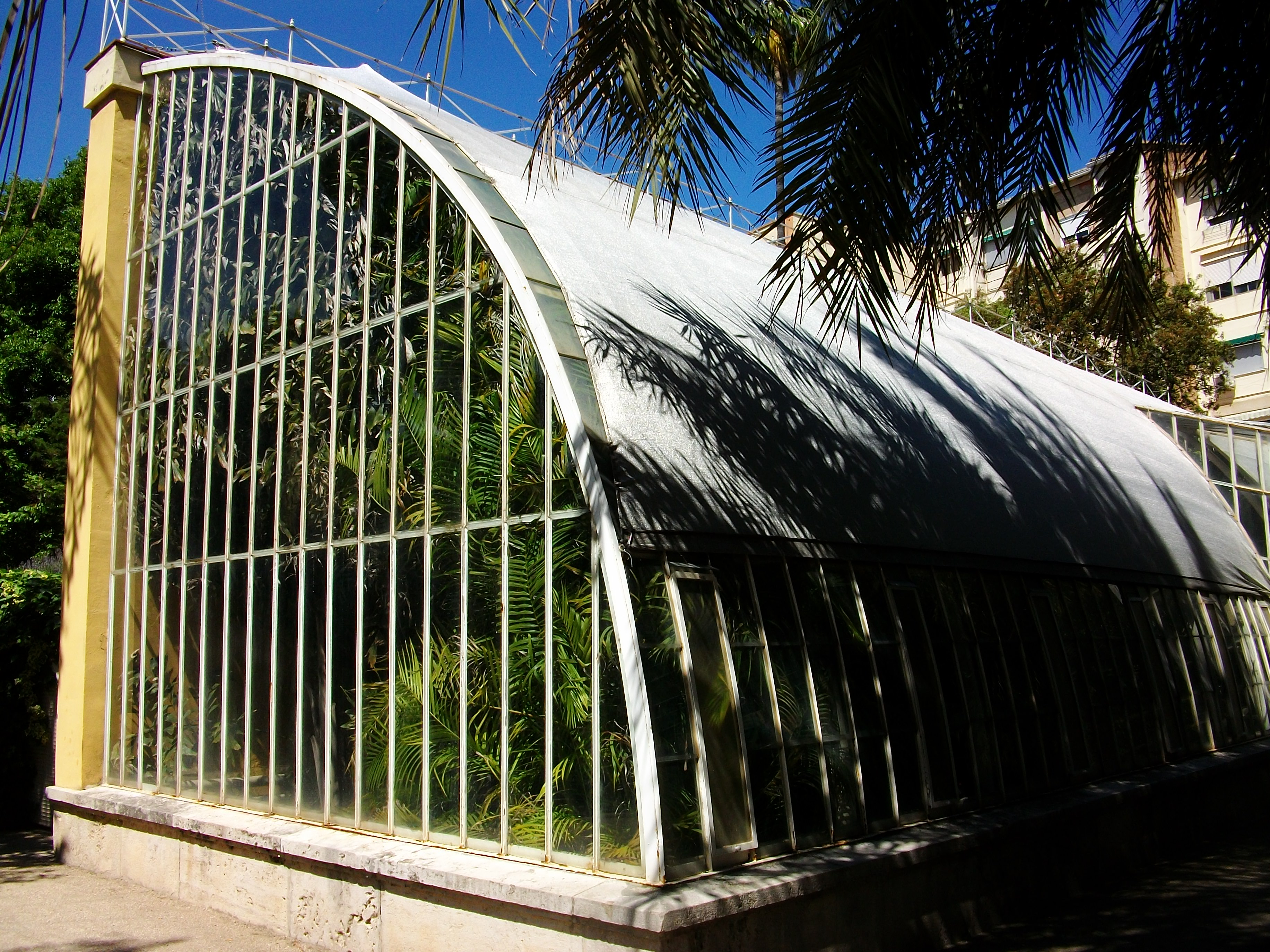
Hivernacle de la Bassa

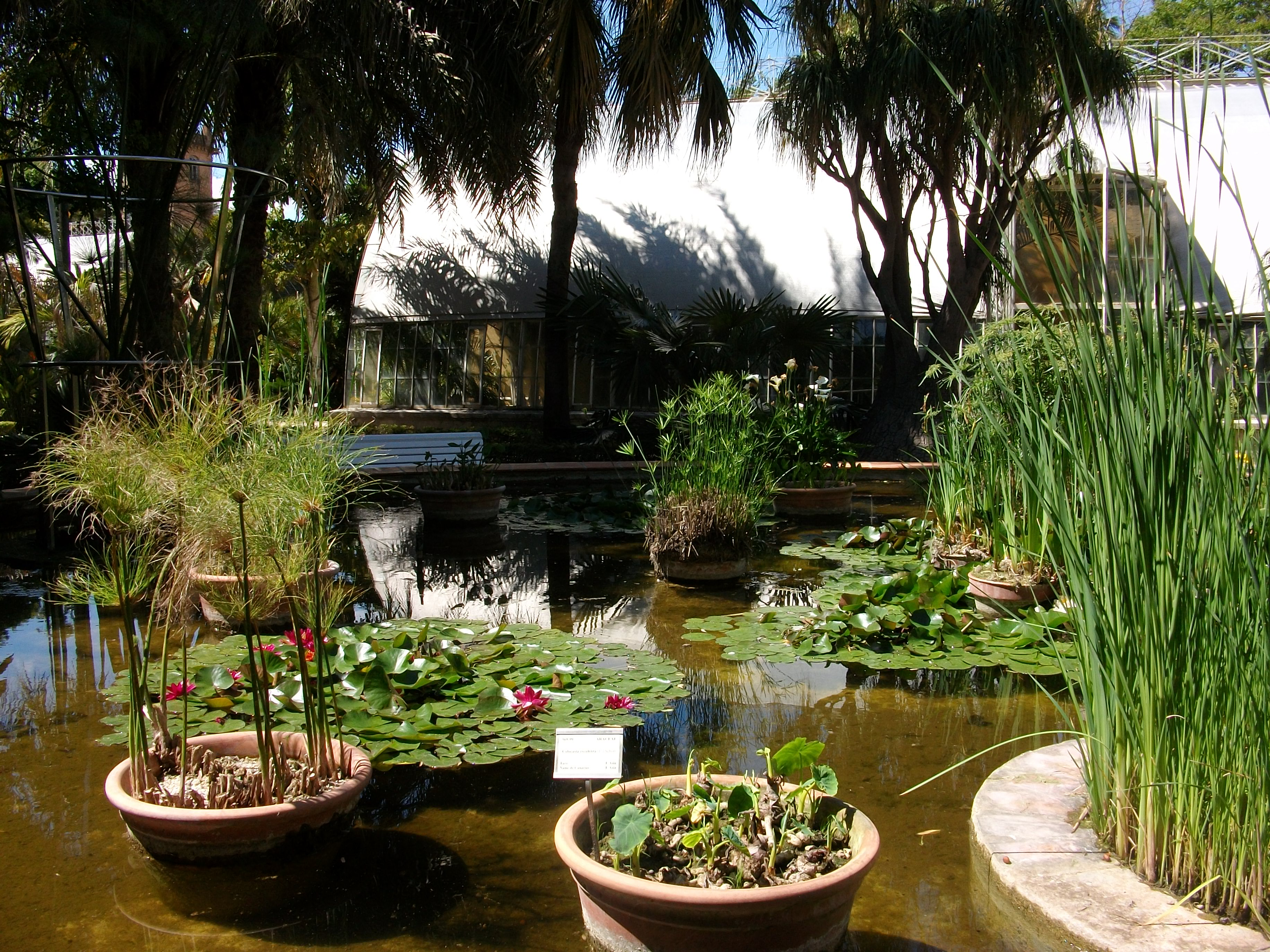
Bassa

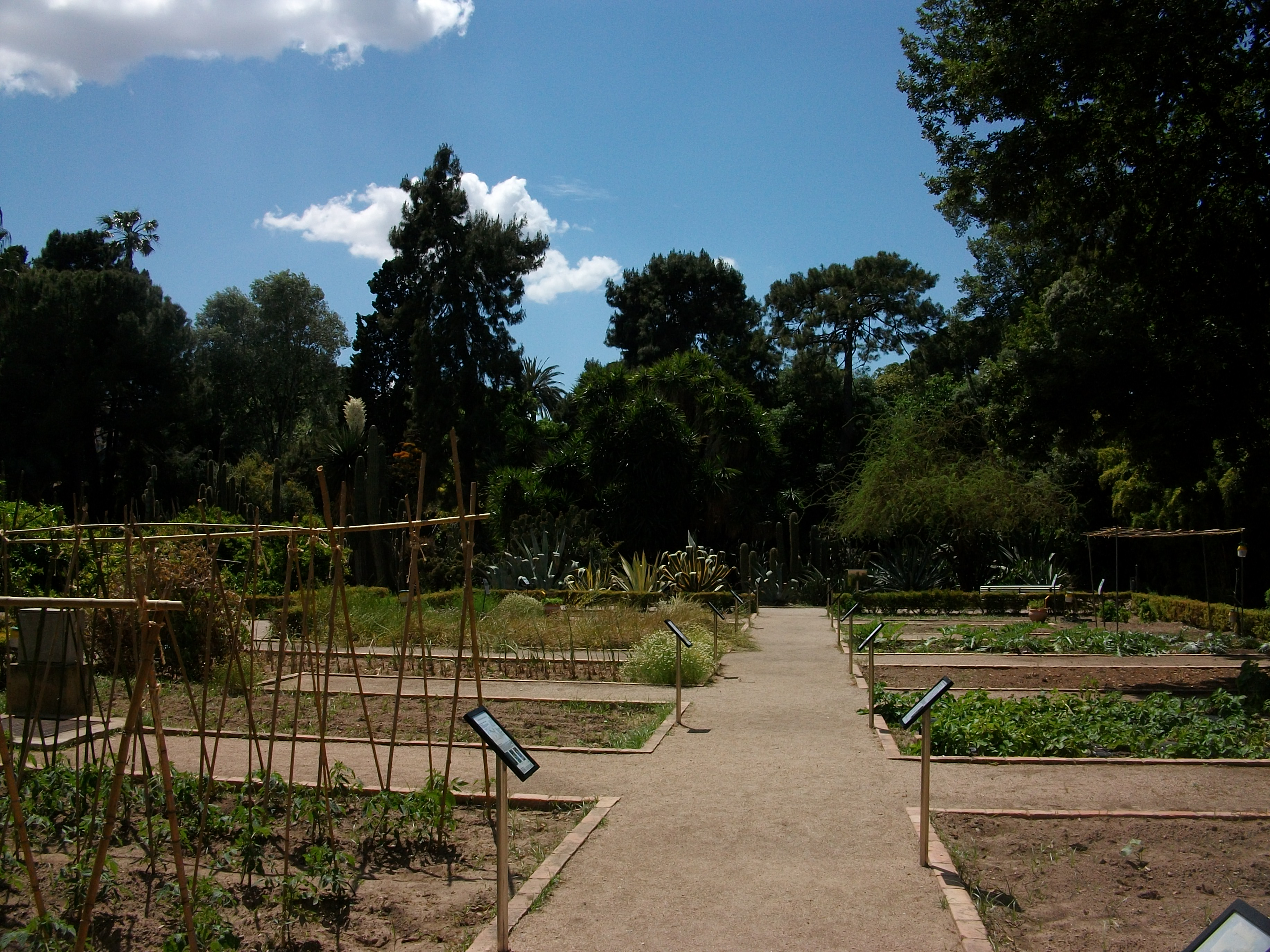
Horta

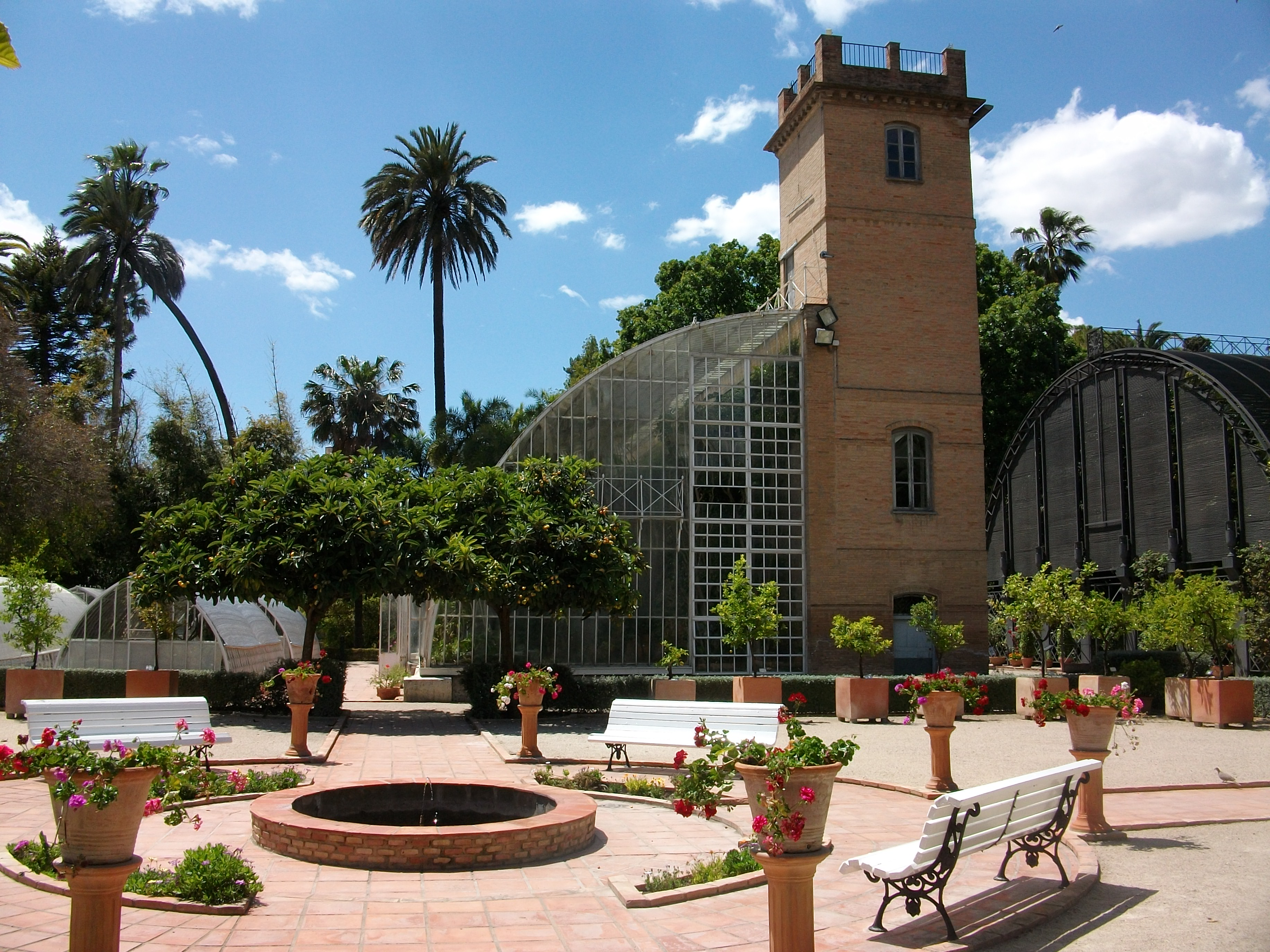
Plaça de Carles Pau

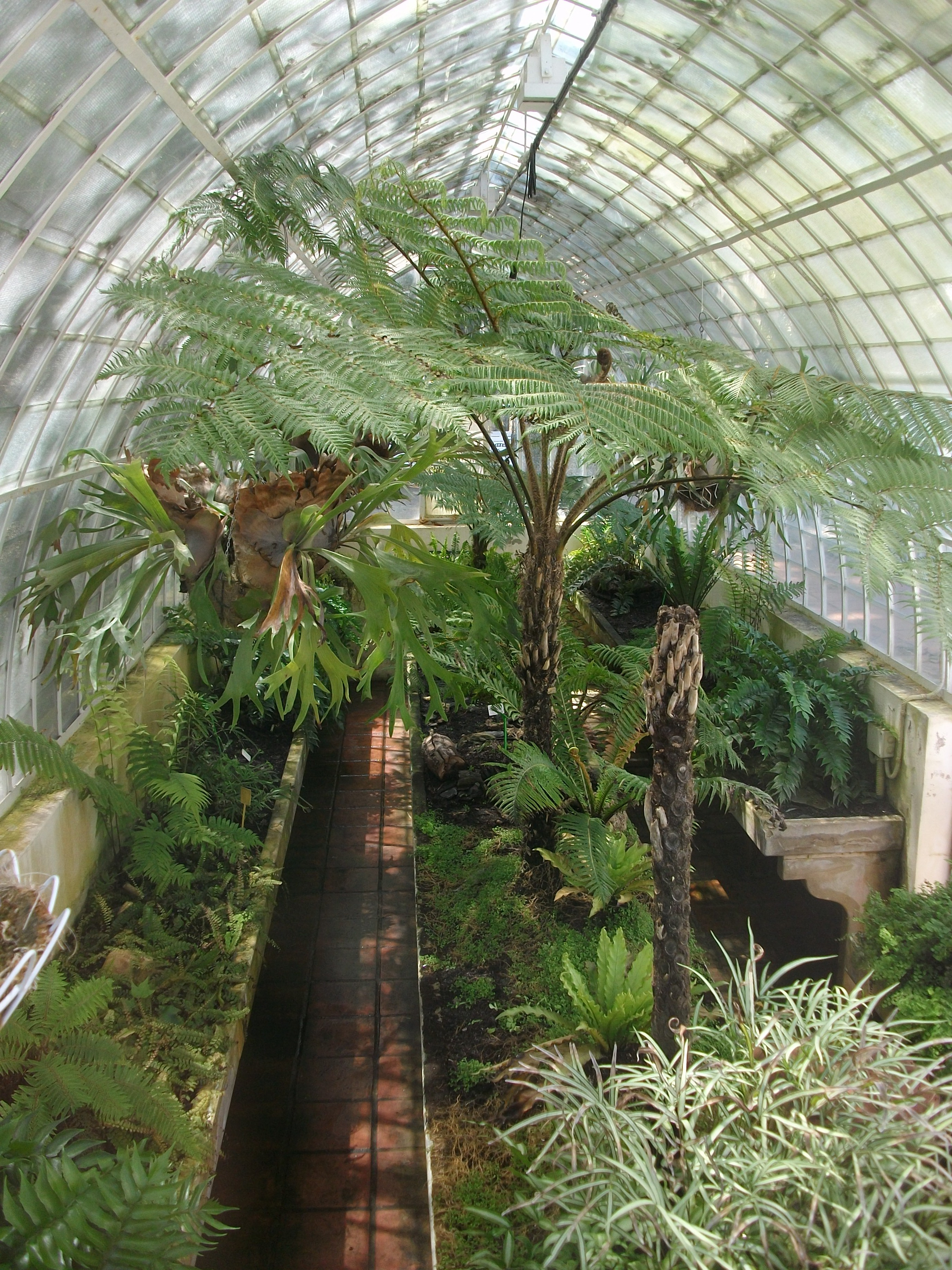
Hivernacle amb falgueres

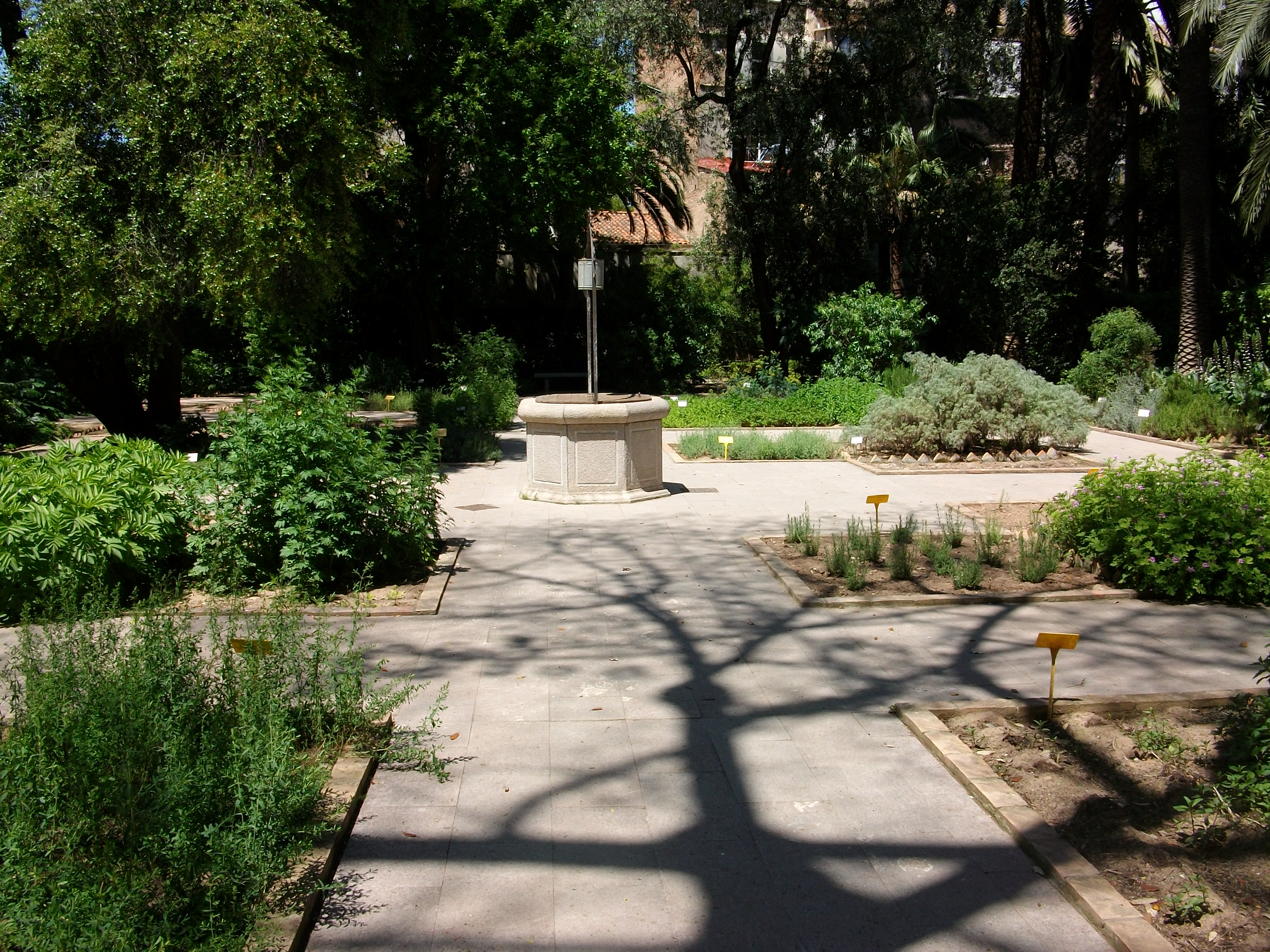
Secció de plantes medicinals

Hi ha notícies documentades d'horts de plantes medicinals des del segle xvi, sempre molt relacionats amb l'ensenyament de medicina a la universitat, practicada ja des de 1462. La referència més antiga és de l'any 1499, quan es va planificar l'estructura de la càtedra de «simples» o «herbes» nomenant professors per a ella en 1501. Va estar sempre lligada a la medicina tractant les «herbes» en la seua vessant medicinal. El 1548 es crea una càtedra de «pràctiques» i poc després (el 1560) se separen definitivament els ensenyaments d'anatomia i la de «simples o Herbes» amb càtedres independents. L'any 1567 els Jurats de la Ciutat de València nomenen a Joan Plaça com a doctor en medicina, li adscriuen l'obligació d'herboritzar —recollir espècies— i que compta «amb un hort al qual es planten dites herbes» necessàries per a la docència». Posteriorment, el 1631, es documenta diversos episodis relacionats amb aquests horts d'herbes medicinals i els doctors i catedràtics responsables, però sense cap continuïtat assegurada.
El 1733 la Universitat considera la possibilitat de crear un recinte que facilitaria la ciutat, però no serà fins al 1757 quan el rector Lores proposa directament la creació d'un jardí botànic integral i complet (amb hort, museu, espai de docència i de conferències, annexos de serveis, etc.) a una ubicació pròxima a l'Albereda. El 1778 la ciutat aprova aquestes previsions, però encara passarien vint anys abans de complir-se.
Resulta evident que aquesta concepció d'un Jardí Botànic de mires més àmplies i sistemàtiques pren cos en paral·lel al desenvolupament de l'estudi de la Botànica com a ciència independent de la Medicina, que es consolida en el segle xviii, de la mà del reformisme il·lustrat, interessat per la riquesa de la terra i la millora dels cultius. En 1767 Gregori Maians reclama un jardí que siga responsabilitat del catedràtic de
botànica però que no descuide les plantacions d'interés per a la medicina i el 1786, la Universitat de València aprova la reforma del pla d'estudis amb la Càtedra de Botànica independent de la Càtedra de Medicina, i per tant, dona major urgència a la necessitat d'un Jardí Botànic.
La Reial Societat Econòmica d'Amics del País de València, interessada en les millores dels cultius, també volia concórrer amb l'Ajuntament a fer realitat aquesta dotació científica aportant terrenys per a la ubicació de l'Albereda, mentre apuntava que als aspectes instructius i utilitaris s'havia d'afegir l'aspecte lúdic, que pogués servir al mateix temps, «per al decor, bellesa i recreació del passeig públic».
Però aquesta conjunció no seria tan fàcil, ja que les dues parts volien remarcar les seves respectives prioritats, la científica i docent centrada en un repertori sistemàtic representatiu del món botànic, per la Universitat i la més utilitària d'aplicació a l'agricultura, per la Societat Econòmica. La ciutat, finalment el 1798, li cedeix a la Universitat els terrenys promesos, però ben aviat se suspenen les plantacions, segons sembla per la mala qualitat del sòl i les molèsties produïdes al contigu passeig de l'Albereda. Com a nova i definitiva ubicació, la ciutat ofereix el 1802 un hort que permetia ser regat a la manera tradicional, «a manta», directament per la séquia de Rovella, anomenat de Tramoieres, situat al carrer de Quart, davant del convent de Mínims de Sant Sebastià i prop del Túria, que va donar origen a l'actual Jardí Botànic.
La Universitat posa al cèlebre botànic Vicente Alfonso Lorente al càrrec de la nova instal·lació i el dota de mitjans per desenvolupar-la. El terreny trapezoidal d'unes quatre hectàrees acollirà sobre un sistema de quadres —sistema de Linné— els planters, sense descuidar la provisió d'herbaris, locals per a la càtedra de Botànica, cambra per als jardiners i altres dependències. El nivell del resultat obtingut li permetria aconseguir, de seguida, gran renom entre els de més prestigi, establint relacions particularment amb el de Madrid. Aquest prometedor inici rebria ben aviat el colp de la invasió napoleònica, especialment destructiva al raval de Quart. Lorente també va participar en els esdeveniments, va ser fet presoner i condemnat a mort, salvant per intervenció a favor del botànic francés Léon Dufour.
Després de la guerra i de la mort de Lorente el 1813, el jardí no es recupera fins a la dilatada direcció entre 1829 i 1867 de Josep Pizcueta, Catedràtic de Medicina, que va escometre la reforma i actualització com el primer d'Espanya. Responent a la petició de la Societat Econòmica s'innova amb experiències d'aclimatació de plantes originals d'Amèrica, mentre es constitueix la Càtedra d'Agricultura, dirigida per Joaquín Carrascosa. I en un procés de convergència que seria sancionat per l'Ordre Reial de 1834, es va manar reunir al Jardí Botànic les dues ensenyances d'Agricultura i Botànica, que generaria l'ampliació del terreny del jardí botànic.
El 1843, Pizcueta, auxiliat per Félix Robillard, substitueix a l'organització de Linné pel mètode natural d'Endlicher i, després de la reforma d'estudis de 1845, rep importants recursos per a plantacions i també per a construccions d'aclimatació, com un extens hivernacle de fusta projectat per l'arquitecte Timoteu Calvo, un umbracle i petites estufes que, en conjunt, accelerarien espectacularment l'èxit i creixement d'aquelles. El 1856 es va publicar el catàleg del jardí, amb més de 6.000 espècies vivents i l'herbari.
Fruit d'aquest impuls és la construcció entre 1860 i 1862, de l'estufa de ferro i vidre, projectada en 1859 pel prestigiós arquitecte Sebastià Monleón, autèntica avantguarda constructiva i lingüística pel que fa als materials, costosa tant en tecnologia com en economia i en execució. De 24 m de longitud, 8,25 m de llum i 9 m. d'altura, és una coberta de vidre de 465 m², orientada a migdia, que segueix la traça d'un quart de circumferència, des del terra fins a un mur vertical generant un espai adossat a ell. Les seves dimensions podien donar acollida a certs vegetals com el Astarapea, Aralia, Chorisia speciosa o el ficus Benjamí que arribava a créixer més de 5 m i no tenia cabuda en les altres estufes.
En buscar finançament la Universitat argumenta la necessitat inexcusable, científica, per al manteniment correcte del centenar d'exemplars exòtics que ja té implantats, però també el prestigi, ja que «pel nombre de plantes que conté, per la seua esponerosa vegetació, pot ja competir amb els primers d'Europa», i aquesta construcció era presentada com a exponent d'estar al dia en les conquestes del progrés i de la ciència.
Al mur de l'estufa se li afegiria més endavant una edificació adossada, rematada amb una torreta, a manera de miramar, per a allotjar dependències de direcció i d'investigació, fins a constituir un immoble que encara perdura. Lamentablement no ha arribat fins als nostres dies altres elements d'interés com les esmentades construccions de fusta, els primitius umbracles i hivernacle, tot i que aquest últim va ser reconstruït, segons projecte de 1867 de l'arquitecte Ildefons Fernández Calvache, del qual tenim constància gràfica. Segurament serien substituïts pels actuals de ferro, durant l'últim quart del segle xix.
Posteriorment cap a final de segle, sota la direcció d'Arévalo Baca, es van construir les petites estufes situades al costat del planter de llavors, i es van concloure les obres, el 1888, de l'estufa de major dimensió, anomenada també «de la bassa» per la proximitat dels dos elements, concebuda segons el model de la ja descrita en 1861.
L'any 1900, es va inaugurar l'actual Umbracle, també de ferro, sobre un cos de rajola, obra inspirada en les marquesines ferroviàries, projectada en 1897 pel polifacètic arquitecte madrileny Arturo Mélida Alinar. L'umbracle vindria a completar la dotació del recinte i oferir un dels espais més atractius per al seu gaudi.
Altres moments històrics d'interés van ser la incorporació del Jardí Botànic a la facultat de Ciències, mentre que, sota la direcció de Rafael Cisternas i Fontseré (1867-1876) i, més tard, de Josep Arévalo Baca (1876-1888) s'incrementaran les activitats de l'Escola Botànica del recinte i el caràcter pràctic i experimental de les seves plantacions, impulsades per l'auge agrícola del moment.
El 1878 es produeix l'extensió septentrional que va a configurar el recinte que ara coneixem, mentre que la relació urbana respecte dels carrers del Beat Gaspar Bono i de Quart no canvia fins al present segle xxi. Entre 1879 i 1880 es produeix la implantació del recinte col·legial de Sant Josep o dels Pares Jesuïtes.
A partir de la riuada de 1957 i gràcies a la tenacitat del director Ignacio Docavo, es produeix el rescat del jardí i la reconstrucció de diverses construccions degradades, entre 1962 i 1968, procurant incorporar altres elements d'interés sobre les ciències naturals.
Posteriorment, tenint com a director el també catedràtic Manuel Costa, es procedeix a la rehabilitació integral del jardí (sanejament de les plantacions, alternatives d'irrigació, la cura dels seus quadres, etc.) i els elements arquitectònics més característics (tanca del recinte, hivernacles, estufes, umbracle, pavelló). També es construeix l'anomenat edifici d'investigació sobre les edificacions expropiades que donen al carrer de Quart.
En l'actualitat, a més de la preservació del jardí històric, es treballa en la seua continuïtat com a centre d'estudi, recerca, desenvolupament i divulgació de la cultura botànica. Investiga sobre flora, biosistemes i vegetació. Participa en projectes internacionals relacionats amb la biodiversitat vegetal i l'estudi de plantes autòctones. Disposa de biblioteca, herbari i germoplasma. Promou congressos d'especialistes i jornades, encontres i exposicions divulgatives.
Avui en dia el Jardí Botànic de la Universitat constitueix un espai científic i docent, vegetal, arquitectònic i històric, i a més a més caracteritzador del paisatge urbà.

## Col·leccions

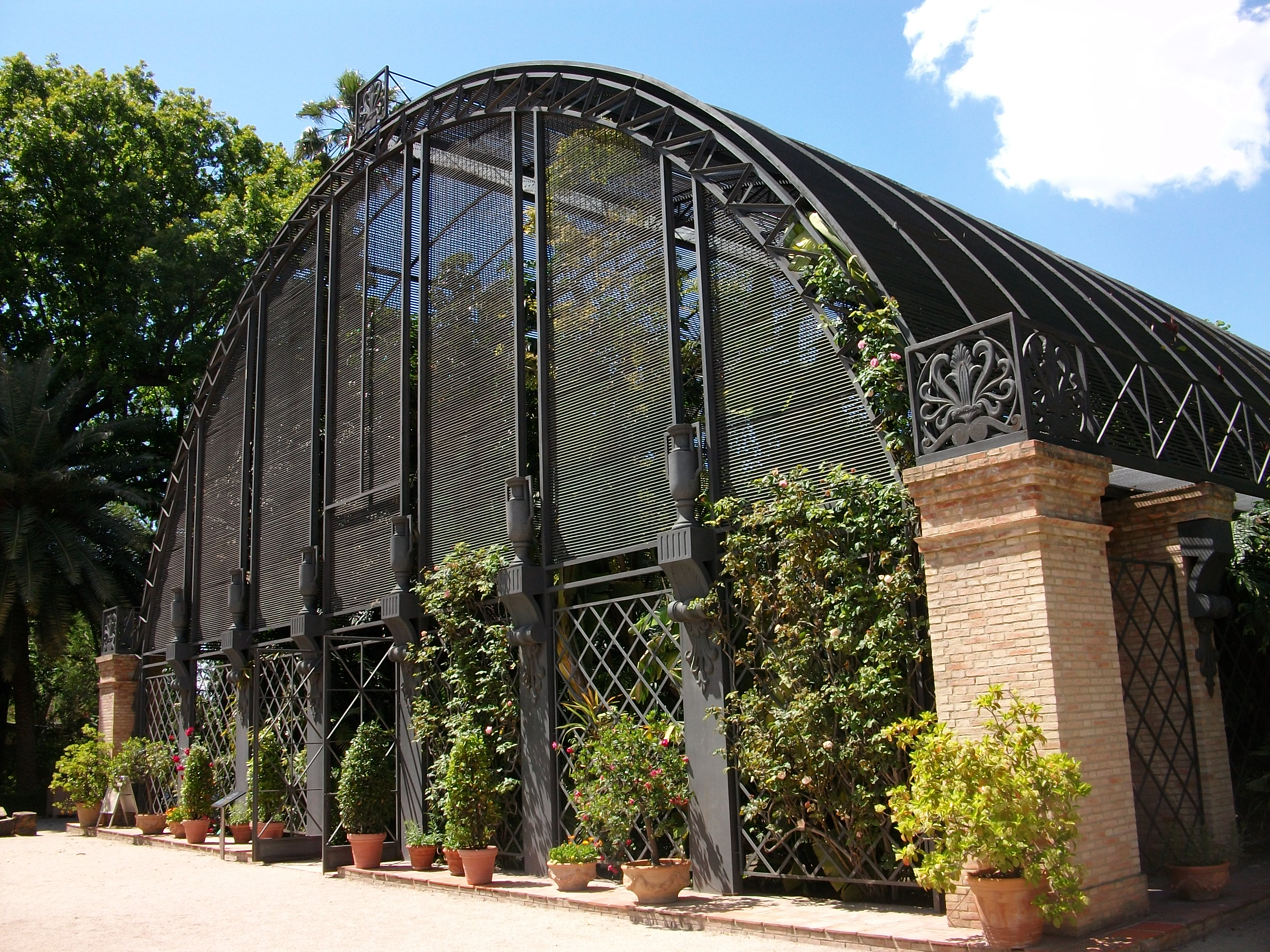
Umbracle del Jardí Botànic de València

Entre les seues col·leccions destaca:
- Les palmeres adultes, una de les majors d'Europa
- Diversos hivernacles
- Umbracle
- Plantes aquàtiques
- Suculentes
- Rocalla
- Aquari
- Aviari

## Direcció del Jardí
- 1805 - 1813 : Vicente Alfonso Lorente
- 1813 - 1820 : Josep Paulí
- 1820 - 1867 : Josep Pizcueta i Donday
- 1867 - 1876 : Rafael Cisternas i Fonseré
- 1876 - 1888 : José Arévalo Baca
- 1888 - 1913 : Eduard Boscà
- 1913 - 1962 : Francisco Beltrán Bigorra
- 1962 - 1987 : Ignacio Docavo Alberti
- 1987 - 2002 : Manuel Costa Talens
- 2002 - 2010 : Antoni Aguilella i Palasí[3]
- 2010 - 2018 : Isabel Mateu Andrés[4]
- 2018 - actualitat: Jaime Güemes Heras

## Equipaments
A l'edifici d'investigació, inaugurat l'any 2000, es realitzen cursos, exposicions i conferències al llarg de l'any.